# Береговые Лангры
Береговые Лангры — упразднённое село в Охинском районе Сахалинской области. На момент упразднения входило в состав Рыбновского сельсовета. Исключено из учётных данных не ранее 2004 года. 

## География
Располагалось на северо-западе области, на правом берегу реки Лангры в месте впадения ее в Охотское море, на расстоянии приблизительно в 24 км (по прямой) к югу от села Рыбновск.

## История
Возникло как посёлок пригородного хозяйства «Сахалиннефти». По данным на 1937 год коопхоз Лангери входил в состав Луполовского сельсовета Рыбновского района. 
Постановлением Администрации Сахалинской области от 17.06.2004 № 84-па посёлок Береговые Лангры преобразован в село.

## Население
| 1937 | 2002 |
| ---- | ---- |
| 15   | ↘0   |